# Millerand-féle kísérőlevél

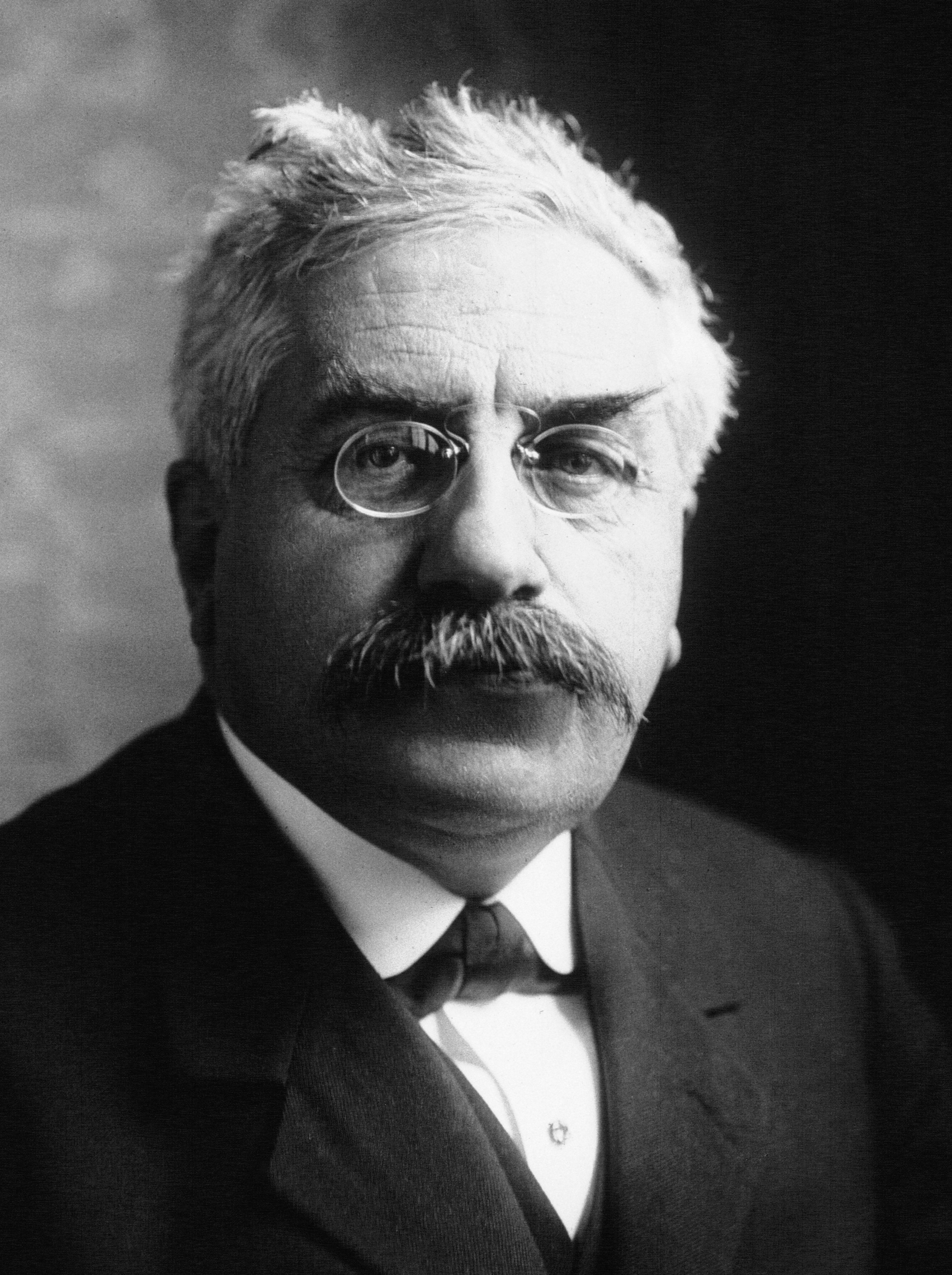
Alexandre Millerand

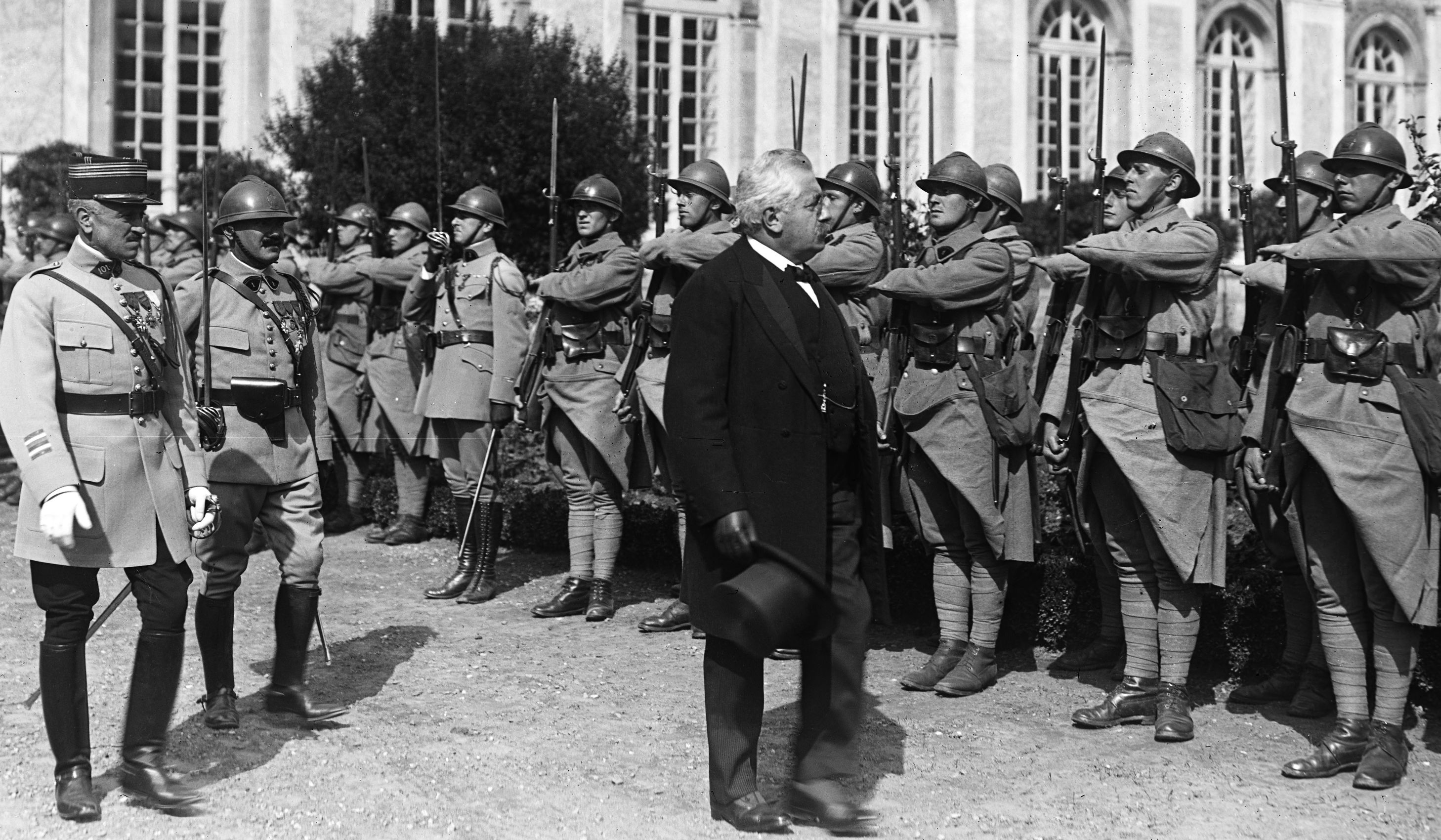
1920. június 4-én a békediktátum aláírása után Millerand elsétál a Trianon kastély előtt felsorakozott díszsorfal előtt

A Millerand-féle kísérőlevél a trianoni békeszerződés mellékleteként számon tartott okmány, amelyet Alexandre Millerand francia miniszterelnök írt. Tartalma szerint ígéret arra nézve, hogy a Trianonban megállapított határmódosítások és szankciók megváltoztathatók, és abban a francia miniszterelnök partnere és segítsége lesz a magyar kormánynak. 1920. március 8-án a Külügyminiszterek és Nagykövetek Tanácsa londoni ülésén tárgyalták utoljára a magyar határok ügyét, melynek során David Lloyd George a Brit Birodalom miniszterelnöke felvetette bizonyos határrevíziók kérdését. Mivel azonban Philippe Berthelot a francia delegáció vezetője bármilyen változást mereven ellenzett, angol javaslatra született meg a kísérőlevél ötlete.
…A szövetséges és társult hatalmak hívek ahhoz a szellemhez, mely őket a béke által megállapított határok kijelölésénél eltöltötte, foglalkoztak azzal a lehetőséggel is, hogy az így kijelölt határ esetleg nem felel meg mindenütt pontosan a néprajzi vagy gazdasági követelményeknek. Lehetséges, hogy egy helyszíni vizsgálat bebizonyítja majd a békeszerződésben vett határok egyes pontokon való megváltoztatásának szükségességét… Ebben az esetben a szövetséges és társult hatalmak hozzájárulnak ahhoz, hogy a szövetség tanácsa, ha a tekintetbe jövő felek egyike azt kívánta, felajánlhassa jó szolgálatait az eredeti határok békés úton való kiigazítására, ugyanazon feltételek mellett, azokon a helyeken, ahol egy határbizottság valamely változtatást kívánatosnak tartott…
A Millerand-féle kísérőlevél Magyarországra nézve káros következményekkel járt, hiszen egyfelől reményt adott a közeli revízióra és megkönnyítette a szerződés aláírását, majd itthoni ratifikálását is, másfelől ugyanígy megkönnyítette az angol és francia parlamentekben a szerződés ratifikálását. A kísérőlevél nélkül valószínűleg sem a francia, sem az angol parlament nem ratifikálta volna a trianoni békeszerződés Magyarországra vonatkozó pontjait, hiszen mindkét országban tisztában voltak vele, hogy Magyarországot aránytalanul súlyos retorzió érte egy olyan háború miatt, amelyben mások akaratának engedelmeskedett.
A kísérőlevél alapján 1920-ban a budapesti francia főmegbízott jegyzékben tájékoztatta a magyar kormányt a francia miniszterelnök szándékairól (Fouchet-jegyzék).
A Millerand-féle kísérőlevél azonban a későbbi események alapján csak a francia gazdasági körök egyik próbálkozása volt közép-európai piacok és infrastruktúra megszerzésére. Léon Blum nemzetgyűlési képviselő, a Francia Szocialista Párt frakcióvezetője a Populaire című újságban közzétette, hogy Millerand segítségének ára a Magyar Királyi Államvasutak bérbeadása lett volna egy francia beruházói csoportnak. A cikkíró szerint a miniszterelnök ennek fejében lett volna hajlandó arra, hogy saját szövetségesei, a kisantant hátrányára módosíttassa a szerződést. Erre a vádra Millerand nem reagált, ezért annak igazságtartalma már nem kideríthető, de ettől kezdve elállt a magyar revízió támogatásától. (Valószínűleg ez volt Léon Blum cikkének célja is.) A határmegállapító bizottságok létrejötte után már soha többet nem került szóba a szerződés módosításának lehetősége.